# Atlético Clube de Bissorã
L'Atlético Clube de Bissorã és un club de Guinea Bissau de futbol de la ciutat de Bissorã.
El club va ser fundat l'1 de juliol de 1946 com a club filial de l'Atlético de Lisboa. Ascendí a primera divisió l'any 2002.

## Palmarès
- Lliga de Guinea Bissau de futbol:[3]
  - 2011